# SjVAK

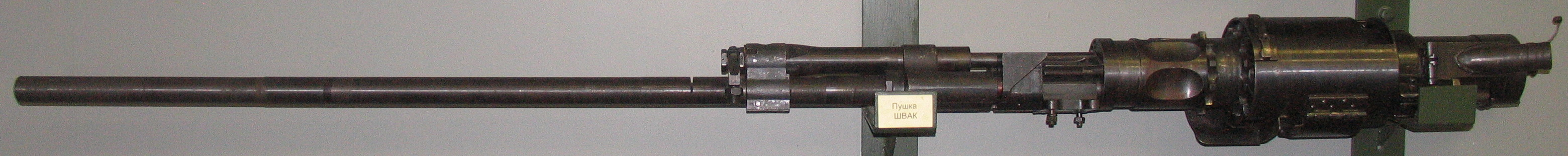
SjVAK

De SjVAK (Russisch: ШВАК: Шпитальный-Владимиров Авиационный Крупнокалиберный, Sjpitalnji-Vladimirov Aviatsionnji Kroepnokalibernji: “Sjpitalni-Vladimirov Luchtvaart groot kaliber") was een snelvuurkanon van kaliber 20 mm door  Boris Sjpitalni en Semjon Vladimirov ontworpen als boordgeschut op jachtvliegtuigen van de luchtmacht van de Sovjet-Unie en sinds 1936 in productie.
Het is een verdere ontwikkeling van het eerdere 12,7 mm  machinegeweer met dezelfde naam.

## 12,7 mm x 108 mm SjVAK machinegeweer
Op 9 februari 1931 gaf de regering van de Sovjet-Unie bevel aan inlandse fabrieken om een machinegeweer voor jachtvliegtuigen te ontwikkelen voor patronen 12,7 mm x 108 mm.
S.V. Vladimirov van Toela ontwierp een grotere versie van de SjKAS met een loop van 1246 mm en een totale lengte van 1726 mm. Het eerste prototype was klaar om te testen op 28 mei 1932. In 1934 ging het machinegeweer in productie. In 1935 startte serieproductie in de INZ-2 fabriek te Kovrov. Er waren er 410 besteld en maar 86 klaar.
Er was ook speciale munitie voor nodig en daarom werd de Berezin UB verkozen.

## 20 mm × 99 mm SjVAK snelvuurkanon
De 20 mm SjVAK werd ontworpen tussen 1935 en 1936. Serieproductie begon in 1936 en al gauw werd de 12,7 mm stopgezet.
Er bestonden vier versies:
- MP voor op tanks
- KP voor op vleugels
- TP voor soepele ophanging
- SP voor gesynchroniseerde versie

## Specificaties
- Aantal lopen: 1
- Terugslag: ja
- Massa: 55 kg
- Lengte: 2325 mm
- Lengte loop: 1650 mm
- Granaten: 20 mm x 99 mm
- Vuursnelheid: 850 schoten/min
- Mondingssnelheid: 790 m/s

## Productiecijfers
- 1942: 34.601
- 1943: 26.499
- 1944: 25.633
- 1945: 13.433
- 1946:      754

Na de Tweede Wereldoorlog werd de SjVAK vervangen door de lichtere Berezin B-20.

## Vliegtuigen en tanks
Drie Polikarpov I-16 vliegtuigen kregen in januari 1939 de gesynchroniseerde 12,7 mm SjVAK.
De Jatsenko I-28 was voorzien om twee gesynchroniseerde 12,7 mm SjVAK te krijgen, maar werd geschrapt.
De 20 mm SjVAK werd in de vleugels, de neus of door de propeller van de 
- Polikarpov I-153P
- Polikarpov I-16
- Mikojan-Goerevitsj MiG-3
- Jakovlev Jak-1
- Jakovlev Jak-3
- Jakovlev Jak-7
- Jakovlev Jak-9
- Lavotsjkin LaGG-3
- Lavotsjkin La-5
- Lavotsjkin La-7
- Petljakov Pe-2
- Petljakov Pe-3
- Petljakov Pe-8
- Toepolev Tu-2
- Iljoesjin Il-2
- Jermolajev Jer-2

De tankversie kwam op de T-38 tank en de T-60.